# Bourdon (regiszter)

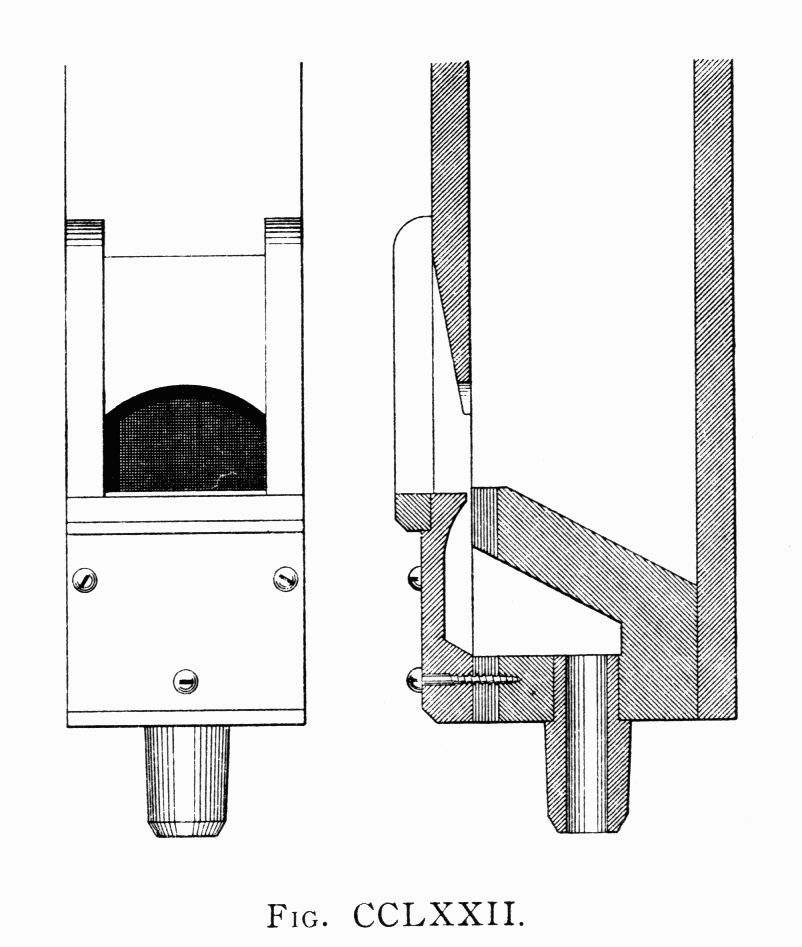
Bourdon fasíp (részlet)

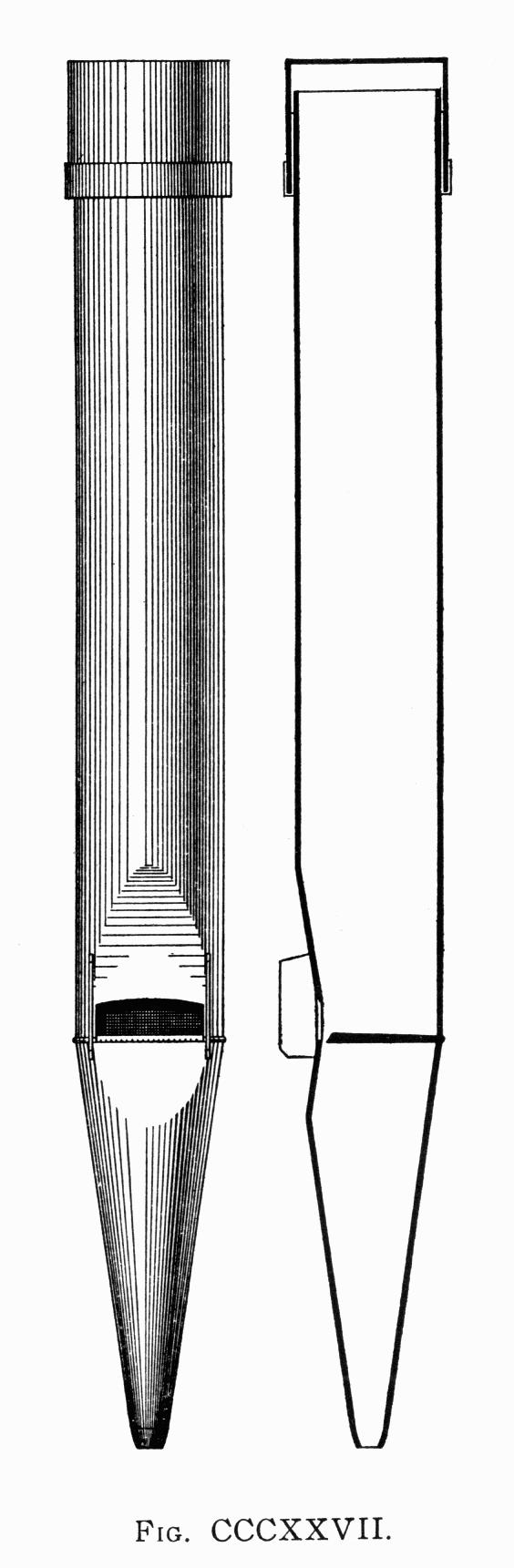
Bourdon fémsíp

A Bourdon az orgona egyik ajakregisztere.
| német:   | Bordun          |
| francia: | Bourdon         |
| olasz:   | Bordone         |
| spanyol: | Flautado Violón |
| magyar:  | Burdon          |

## Leírás
16' változatban fedett fasíp, 8' változatban cilindrikus fedett fémsíp. Ajaksíp. Szokás a 8' változat alsó néhány sípját fából kiépíteni. Neve a francia bourdonner (zümmög, döngicsél) szóból ered, de a nagy méretű harangokat is bourdonnak nevezik. Ez talán a leggyakoribb 16' pedálregiszter. Természetesen manuálokon is előfordul. A legelterjedtebb neve Bourdon. Hasonlít a Gedeckt-hez és a Stopped Diapason-hoz, esetenként ezek szinonimája.

## Változatok
| - Bourdon à cheminée - Bourdon Doux - Bourdonecho | - Contra Bourdon - Doppelrohrbordun - Echo Bourdon | - Grand Bourdon - Lieblichbourdon - Perduna | - Rohrbordun - Rohrbourdon - Sub Bourdon |